# Type 03 Chū-SAM
Il Type 03 Surface-to-Air Missile (03式中距離地対空誘導弾, Marusan shiki chūkyori chitaikū yūdōdan), anche chiamato Chū-SAM (中SAM, Chū-Samu)  oppure indicato con la denominazione SAM-4,  è un missile terra-aria giapponese entrato in servizio nella Japan Ground Self-Defense Force nel 2003.
Lo sviluppo è stato portato avanti da Mitsubishi Heavy Industries e Mitsubishi Electric in collaborazione con Toshiba, e si è avvalso delle innovazioni tecnologiche realizzate in quegli anni dalle aziende giapponesi.

## Sviluppo
All'inizio degli anni 2000, il Giappone aveva una solida difesa BMD (Ballistic Missile Defense) costituita dalle batterie di missili Patriot e dai cacciatorpediniere Aegis armati con i missili Standard. Tuttavia la gestione dei Patriot era affidata alla JASDF e gli Standard alla JMSDF, lasciando la JGSDF in una posizione arretrata avendo a disposizione soltanto i missili antiaerei MIM-23 Hawk e Type 81 Tan-SAM, decisamente meno prestanti. Mancava quindi una dotazione per la JGSDF di un missile terra-aria a medio raggio avanzato per l'intercettazione di missili cruise, supersonici e balistici.

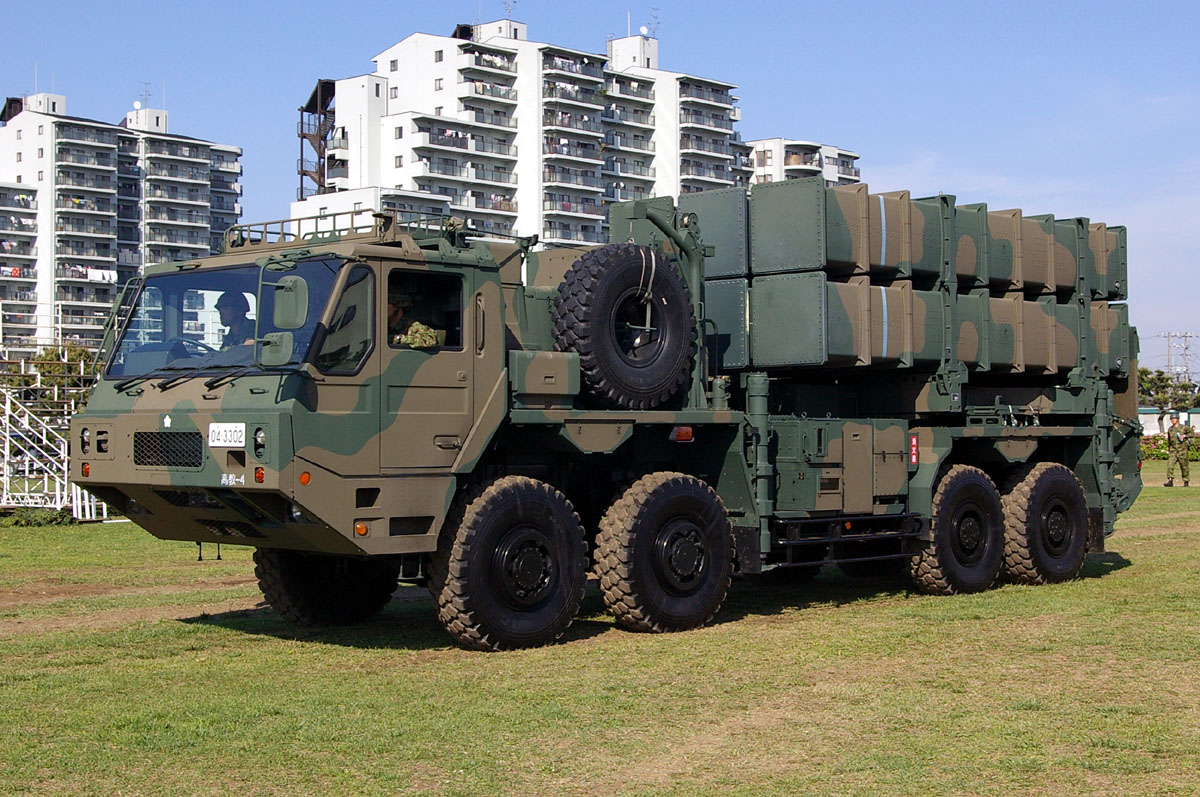
Il veicolo lanciatore del missile Type 03 Chū-SAM.

Le prime ricerche e gli studi risalgono già a partire dal 1983, e furono avviati su iniziativa dell'Agenzia della Difesa, che cercava un missile per sostituire il MIM-23 Hawk. Lo sviluppo del nuovo missile fu quindi deciso definitivamente nel 1995, essendo l'esigenza molto pressante, con l'inizio della progettazione e realizzazione nel 1996. I risultati condussero alla costruzione e ai test dei prototipi, che diedero immediatamente esito positivo, e ciò consentì l'entrata in servizio nel 2003. 
La costruzione fu affidata a Mitsubishi Heavy Industries e Mitsubishi Electric in collaborazione con Toshiba, essendo state le aziende che avevano principalmente promosso e sviluppato la nuova arma.

## Caratteristiche tecniche
Il Type 03 Chū-SAM è un missile terra-aria a stadio singolo, dotato di razzo a propellente solido, che viene lanciato verticalmente da un canister montato su un autocarro. Il missile pesa 570 kg, ha una lunghezza di 4;9 metri, e ha un diametro di 32 cm. La testata bellica ha un peso di 73 kg, ed è composta da una carica a frammentazione, che viene detonata da una spoletta di prossimità.
La velocità è intorno a Mach 2,5, mentre il raggio d'azione è superiore a 60 km (il dato preciso è riservato), con un'altitudine massima di 10 km.
La struttura del missile è semplice, con impennaggi cruciformi posti sulla parte anteriore e sul retro, ma ha il vantaggio di utilizzare un ugello orientabile con spinta vettoriale (thrust vectoring noozle), che permette una grande manovrabilità. Questa eccellente maneggevolezza, unita alla buona autonomia,lo rendono un'arma assolutamente temibile, e fra le migliori della categoria. 
Fra le peculiarità migliori del Type 03 Chū-SAM  c'è il sistema di guida, e in particolare, il sofisticato network per l'acquisizione dei bersagli. Il missile viene inizialmente guidato dal radar dell'unità a terra nella prima fase di volo, oppure può  utilizzare i dati ricevuti da altre piattaforme (aerei radar, navi, etc.), e successivamente, quando è in prossimità del bersaglio, utilizza il proprio seeker, costituito da un radar che utilizza un sistema di guida radar attiva che illumina autonomamente il bersaglio.

## Variante migliorata
Dal 2010 al 2016 fu sviluppata una versione ampiamente modificata chiamata Type 03 Chū-SAM Kai (Kai significa "modificata"), che aveva una struttura e un aspetto completamente diverso. Accurati test e prove di lancio vennero effettuati nel 2015, dando esito estremamente positivo, e ciò condusse all'adozione e alla produzione di massa della nuova versione a partire dal 2017.
Il missile è  più sottile e snello, non ha più le alette sulla parte anteriore, ma sui fianchi monta delle alette strake. Le dimensioni perciò cambiano, con un diametro di 28 cm, e anche il peso diminuisce scendendo a 464 kg. In cambio le prestazioni, anche grazie alla diminuzione di peso, sono notevolmente incrementate.

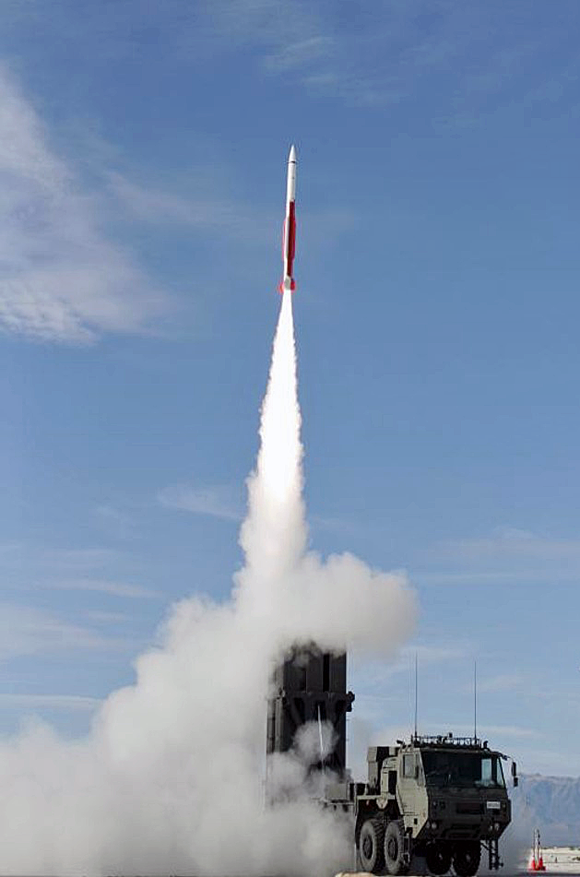
Il lancio di un missile della versione Type 03 Chū-SAM Kai.

Altri miglioramenti sono stati apportati ai sensori, ai radar, al data link,  e infine è stata aggiunta una nuova suite di ECCM (Electronic Counter Counter Measures) molto più efficiente.
Un'ulteriore variante migliorata sarà sviluppata dal 2023 al 2028, fornendo i necessari avanzamenti tecnologici per incrementare le capacità di intercettazione dei veicoli plananti ipersonici e dei missili balistici a corto raggio.

## Capacità
Durante l'estate del 2015 furono sperimentati una decina di missili Chū-SAM Kai nel poligono americano di White Sands nel New Mexico, cogliendo risultati estremamente positivi. Furono abbattuti diversi bersagli, compreso il GQM-163A Coyote usato per simulare un missile cruise supersonico dalle elevate prestazioni.
Il test fu un pieno successo, perché il Type 03 Chū-SAM Kai ottenne una "kill ratio" del 100%, essendo riuscito ad abbattere tutti i bersagli, anche nelle condizioni più difficili.

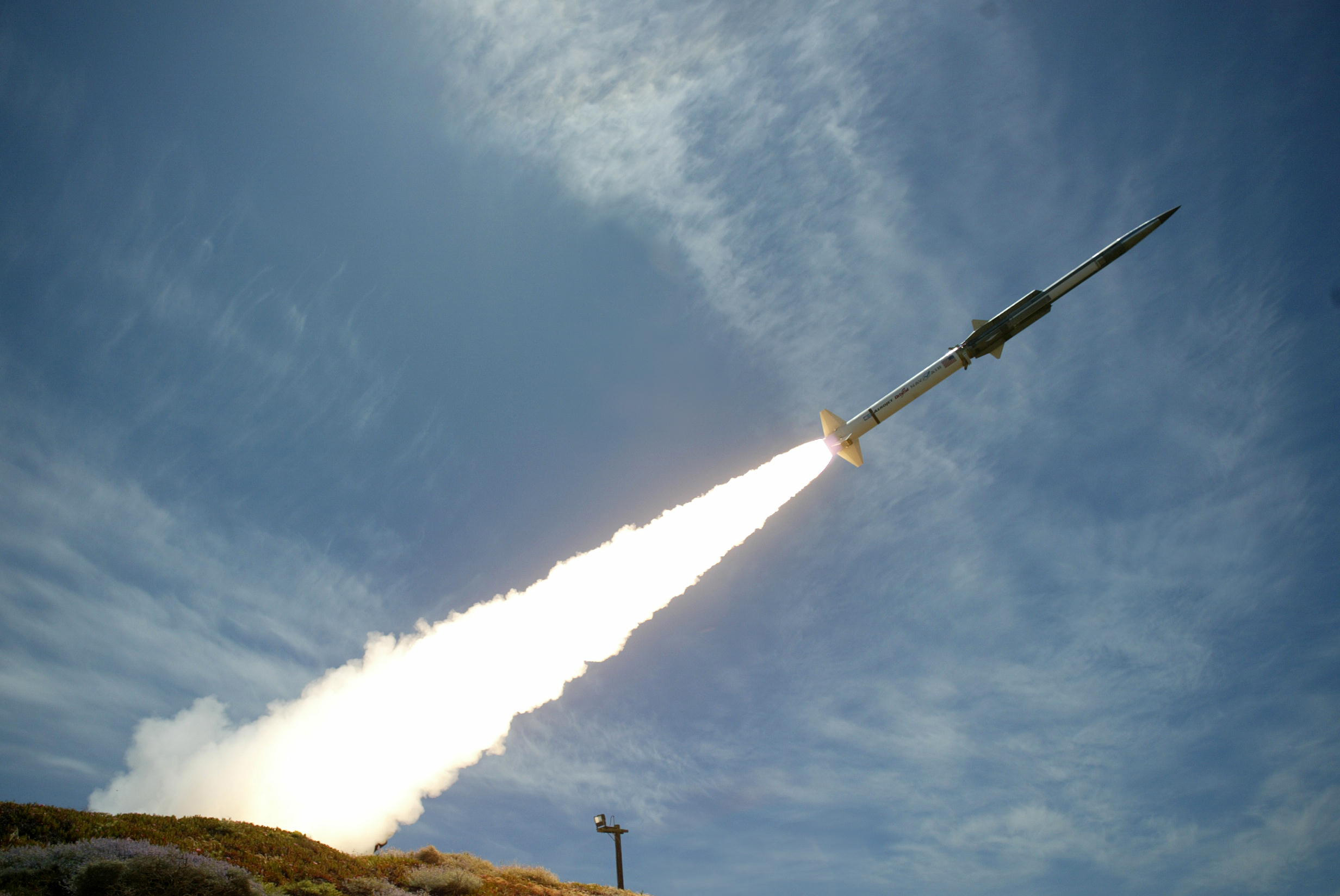
Il missile GQM-163A Coyote usato come bersaglio nei test di intercettazione.

Il risultato è impressionante se si considera che il missile bersaglio GQM-163A può raggiungere una velocità massima di Mach 4, e può volare al livello del mare (fino a 5-9 metri) a Mach 2,6.

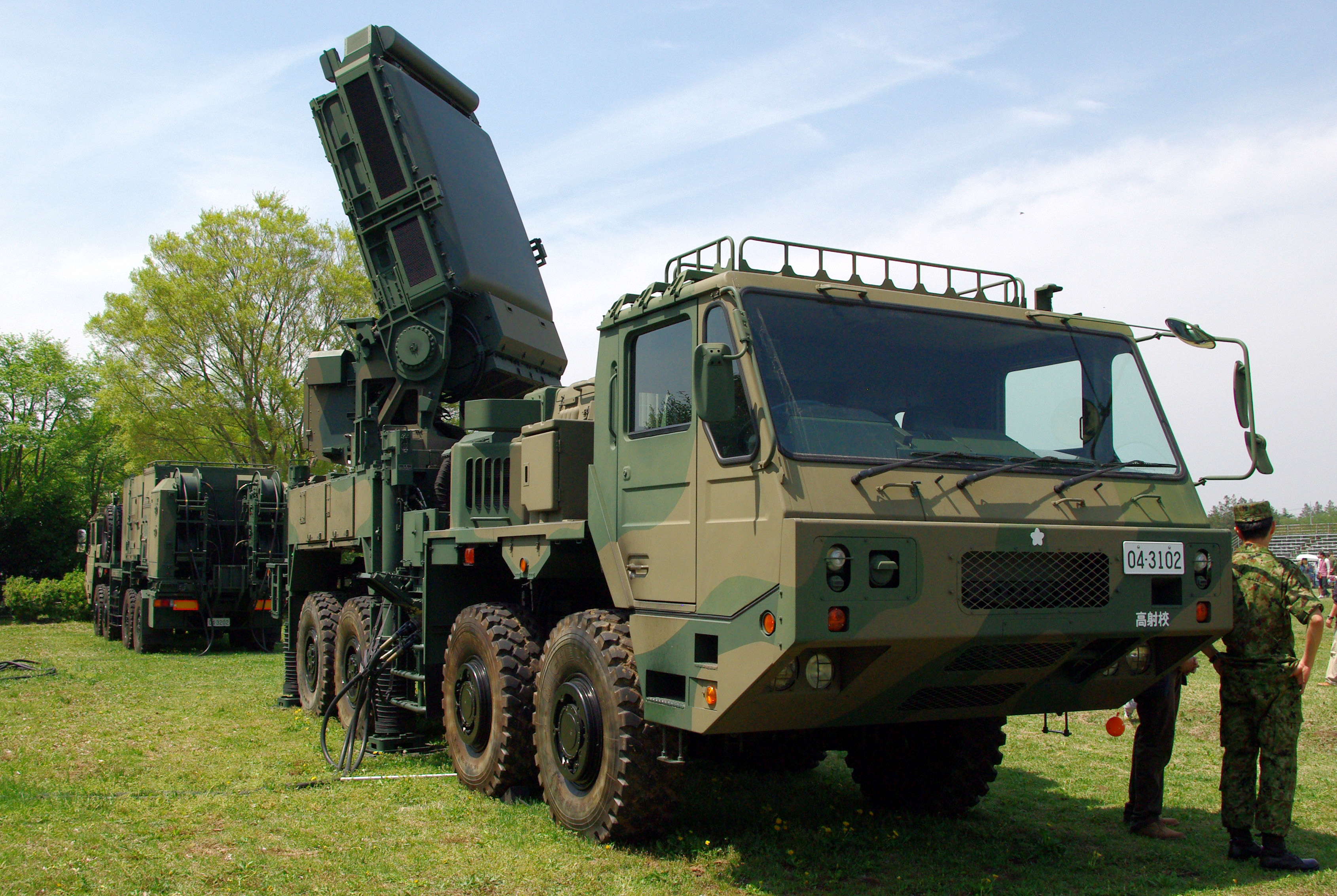
L'unità radar del sistema antiaereo Type 03.

Le capacità di intercettazione garantiscono che il sistema possa tracciare simultaneamente 100 bersagli e attaccarne 12 contemporaneamente. Ed è in grado di ingaggiare missili cruise a bassa quota, missili supersonici, e missili balistici.

## Veicolo di trasporto e lancio
Un altro aspetto rilevante riguarda il nuovo TEL (Transporter Erector Launcher) creato appositamente per il Type 03, e poi adottato anche dal  Type 12. Questo veicolo è prodotto da Mitsubishi Heavy Industries, ed è comunemente noto come Omosōwa, ma può essere anche indicato come Jūsōrin sharyō ( una diversa lettura degli ideogrammi che significano autocarro pesante).  L'Omosōwa è derivato dal carro recupero pesante chiamato Jūsōrin kaishūsha, costruito da Mitsubishi in collaborazione con Katō Works, fornitrice del design impiegato per le proprie autogrù. Infatti il veicolo deriva appunto dalla versione commerciale dell'autogru 
Katō Works KA-900.

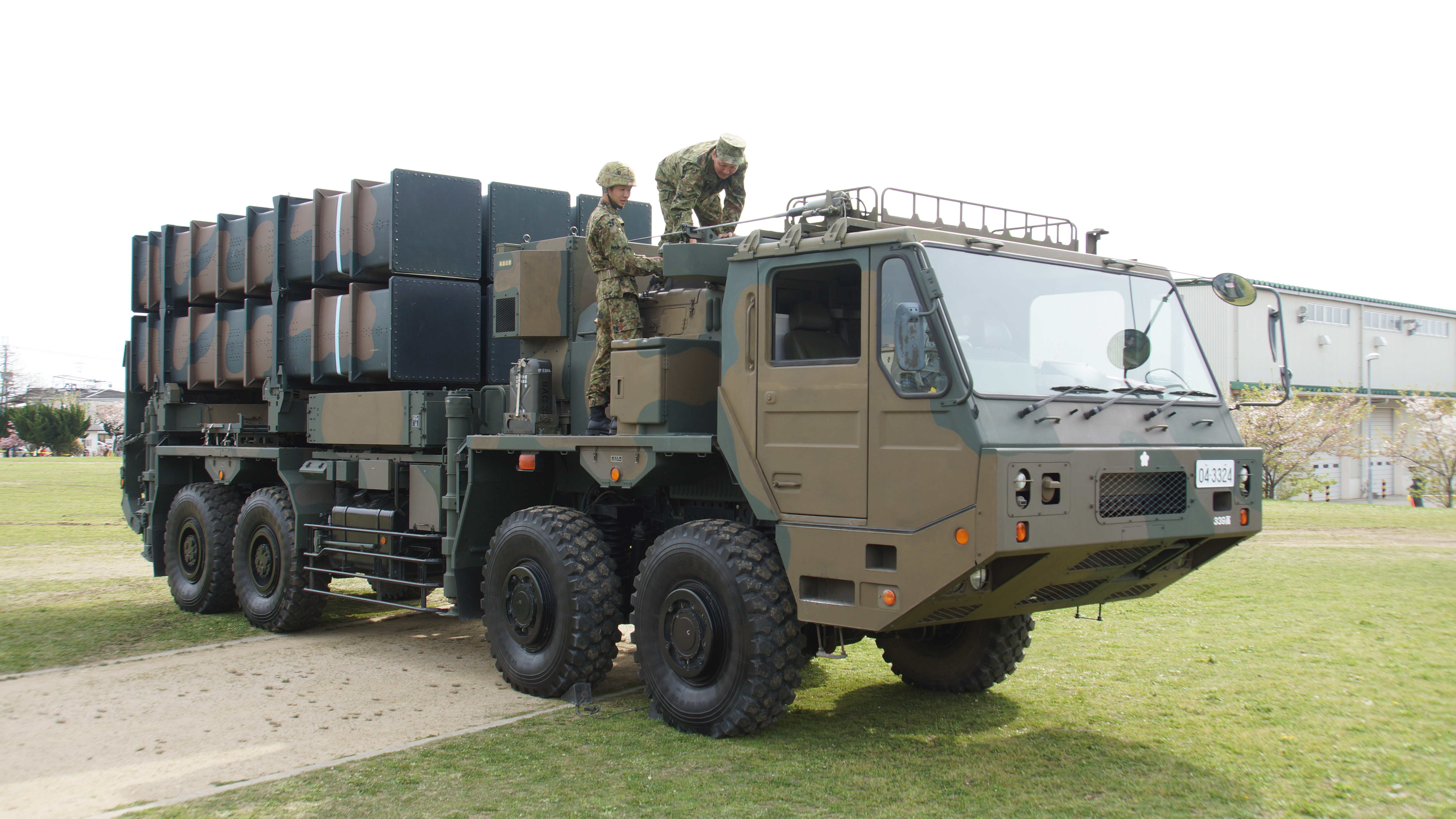
Il veicolo Omosōwa.

L'Omosōwa è un veicolo a elevata mobilità dotato di trazione integrale 8x8, lungo 11 metri e largo 2,5 metri, con un peso di 24,8 tonnellate, e in grado di trasportare fino a 15 tonnellate di carico. La velocità massima raggiungibile è di 100 km/h, e nonostante le grandi dimensioni, può vantare una notevole mobilità e maneggevolezza.

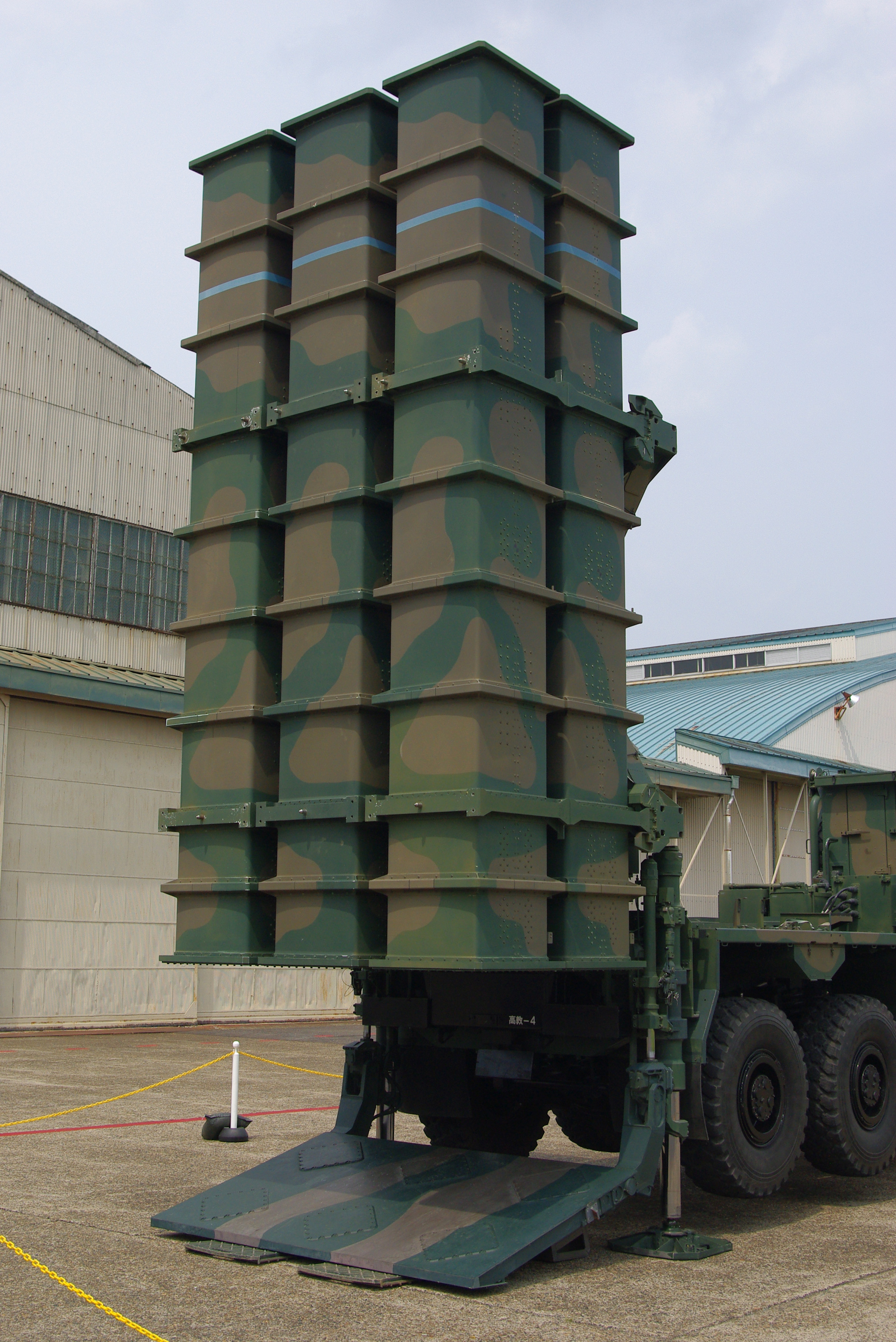
I sei canister contenenti i missili in posizione elevata.

I missili sono caricati in 6 canister, suddivisi in 2 gruppi da 3 canister sovrapposti, e vengono rialzati verticalmente nella parte posteriore del veicolo. Tuttavia i missili possono essere lanciati anche da una posizione inclinata, meno rialzata, per favorire l'intercettazione a bassa quota. La preparazione al lancio richiede l'estrazione dei martinetti idraulici, e il fissaggio al suolo, l'abbassamento di una paratia parafiamma e l'elevazione dei tubi lanciamissili.

## Impiego operativo
Il missile antiaereo Type 03 fa parte, insieme al Type 12 antinave, della cosiddetta A2/AD (Anti-Access/Area Denial) giapponese, e costituisce uno dei sistemi fondamentali della difesa contro le intrusioni nemiche. 
La principale linea di difesa è rappresentata dalle Nansei Shotō, le isole sud-occidentali del Giappone, che includono l'arcipelago delle Ryūkyū. Le basi militari, predisposte al coordinamento e alla risposta a un possibile tentativo di invasione, si trovano sulle isole di Ishigaki, Miyako, Amami Ōshima, e Okinawa. In particolare, il 15° Reggimento Speciale Antiaereo della 15ª Brigata stanziato a Yaese sull'isola di Okinawa, che è stato armato con i missili terra-aria Type 03 Chū-SAM Kai, provvede alla difesa di Okinawa. Invece il 3° Gruppo Speciale Antiaereo presidia Amami Ōshima, e il 7° Gruppo Speciale Antiaereo si occupa della protezione di Miyako e Ishigaki.